# Мууга (затока)
59°30′43″ пн. ш. 24°56′18″ сх. д. / 59.51194° пн. ш. 24.93833° сх. д.
Затока Мууга, також затока Рандвере (ест. Muuga laht, (ест. Randvere laht — затока Кривавий пляж)) - затока Балтійського моря на північному узбережжі Естонії між півостровом {Віймсі і мисом Тахкумяє. Є південно-західною частиною затоки Іхасалу і частиною Фінської затоки.
Затока досягає завглибшки до 30 метрів..
Східне і західне узбережжя затоки низинні, порослі лісом. Узбережжя кам'янисте. Глибина 5 метрів знаходиться за 900-1100 метрів від берегової лінії. У південній частині затоки в нього впадає струмок Крооді, на захід від нього знаходиться порт Мууга. Погодні умови в порту Мууга схожі з Таллінським портом, взимку льодова обстановка в порту Мууга трохи легша.